# گکوی خزه‌ای کالدونیای جدید
گکوی خزه‌ای کالدونیای جدید (نام علمی: Mniarogekko chahoua) نام یک گونه از سرده منیاروگکو است.